# Galerija slik starih mojstrov, Dresden
Galerija slik starih mojstrov (nemško Gemäldegalerie Alte Meister) v Dresdnu v Nemčiji prikazuje okoli 750 slik od 15. do 18. stoletja. Vključuje glavna italijanska renesančna dela ter nizozemske in flamske slike. Med znamenitostmi galerije so tudi izjemna dela nemških, francoskih in španskih slikarjev tega obdobja.
Stari mojstri so del dresdenske državne umetniške zbirke. Zbirka je v Semperjevi galeriji, galerijskem krilu Zwingerja.

## Zgodovina
Ko je leta 1560 saški volilni knez Avgust ustanovil Kunstkammer (Umetniško zbornico) saških volilnih knezov v Dresdnu, so bile slike podrejene zbirki iz znanosti, drugih umetniških del in zanimivosti. Šele v začetku 18. stoletja sta Avgust II. Močni in njegov sin Friderik Avgust II. začela sistematično zbirati slike. V obdobju manj kot 60 let sta ta dva saška volilna kneza, ki sta bila ljubitelja umetnosti in sta bila tudi poljska kralja, znatno razširila zbirko. Leta 1745 je bilo odkupljenih 100 najboljših kosov zbirke modenskega vojvode (Francesco III.), ki so naslednje leto prispele v Dresden.
Ker je hitro rastoča zbirka slik kmalu zahtevala več prostora za shranjevanje in predstavitev, so jo leta 1747 preselili z Dresdenskega gradu v sosednjo konjušnico (stavba hlevov).
V tem času je zbirka dosegla evropsko slavo. Slike iz vse Evrope, zlasti iz Italije, Pariza, Amsterdama in Prage, so bile pridobljene in poslane v Dresden. Nakupovalne dejavnosti volilnih knezov so bile okronane z nakupom Rafaelove Sikstinske Madone leta 1754. Dresdenska slikarska galerija ni postala le ena najbolj znanih zbirk starih mojstrov v severni Evropi, ampak tudi prototip modernih muzejev, ki so nastali v poznem 18. stoletju.
Leta 1838 je galerijska komisija, ki je delala za kralja Friderika Avgusta II., povabila arhitekta Gottfrieda Semperja, da oblikuje ustrezno arhitekturno okolje za zbirko. Novo galerijsko krilo Zwingerja je bilo nato zgrajeno od 1847 do 1854. 25. septembra 1855 je bil Neues Königliches Museum (Novi kraljevi muzej) odprt v Semperjevi galeriji, kjer je še danes.
Zaradi prostorske stiske se je leta 1931 Moderni oddelek muzeja s slikami iz 19. in 20. stoletja preselil v ločeno stavbo na Brühlovi terasi in tako postavil temelje za to, kar je danes znano kot Galerija novih mojstrov.
Ko je bila druga svetovna vojna leta 1938 neizbežna, so muzej zaprli. Umetnine so bile večinoma varno shranjene, ko je bila stavba galerije močno poškodovana v bombardiranju Dresdna 13. februarja 1945. Ob koncu vojne leta 1945 je večino slik zaplenila Rdeča armada in jih prepeljala v Moskvo in Kijev. Ob vrnitvi v Dresden leta 1955 je bil del zbirke razstavljen v pritličju še vedno delno uničene Semperjeve galerije. Galerija starih mojstrov je bila ponovno odprta leta 1960 po končani rekonstrukciji galerijske stavbe. Čeprav so najpomembnejše slike preživele to obdobje, so bile izgube velike. Zapisi iz leta 1963 navajajo, da je bilo uničenih 206 slik in 507 pogrešanih. Od tega jih približno 450 še danes pogrešajo.

## Zbirka
V galeriji je razstavljenih okoli 750 slik ali 40 odstotkov celotne zbirke. Izvirajo iz 15. do 18. stoletja. Slike od 19. stoletja naprej so razstavljene v Galeriji novih mojstrov v Albertinumu.
Prikazane so renesančne in baročne mojstrovine italijanskih slikarjev, kot so Rafael, Tizian, Giorgione, Correggio, Tintoretto in Guercino. Zbirka vsebuje veliko število flamskih in nizozemskih slik iz 17. stoletja Rubensa, Rembrandta, Jordaensa, Van Dycka in Vermeerja. Med znamenitostmi galerije so tudi izjemna dela nemških, francoskih in španskih slikarjev.
Z 58 slikami Lucasa Cranacha starejšega in Lucasa Cranacha mlajšega galerija hrani največjo zbirko Cranachovih slik na svetu. Razstavljene so tudi table in platna zgodnje renesanse, vključno z nedavno restavriranim Svetim Sebastijanom Antonella da Messine.
Barva sten je uporabljena za strukturiranje zbirke. Italijanska umetnina je razstavljena v prostorih z temno rdečimi stenami. Nizozemske in flamske slike so prikazane na zelenih ozadjih. Na sivih stenah so razstavljene španske in francoske slike iz 17. stoletja.
Gemäldegalerie Alte Meister letno obišče več kot 500.000 obiskovalcev.

### Poudarki
- Giorgione: Speča Venera, 1508/10
- Johannes Vermeer: Zvodnica, 1656
- Jan van Eyck: Dresdenski triptih, ok. 1437
- Hans Holbein mlajši: Charles de Solier, grof de Morette, (1480/81–1564), 1534/35
- Francisco de Zurbarán: Sveti Bonaventura pri molitvi, 1628/29
- Mattia Preti: Rešitev svetega Petra iz ječe, 1650
- Bernardo Bellotto: Dresden Z desnega brega Labe nad Avgustovim mostom, 1747
- Bernardo Bellotto: Dresden Z desnega brega Labe nad Avgustovim mostom, 1748
- Peter Paul Rubens: Pijani Herkul, ki ga podpirata nimfa in satir, ok. 1613/14
- Jacob Jordaens: Diogen išče poštenega človeka, ok. 1642

- Rafael: Sikstinska Madona, 1512
- Correggio: Madona z otrokom s svetim Frančiškom, 1514–15
- Tizian: Cristo della moneta, ok. 1516
- Jean-Étienne Liotard: Čokoladno dekle, 1744/45
- Rembrandt: Izgubljeni sin v bordelu, 1635
- Johannes Vermeer: Dekle bere pismo pri odprtem oknu, ok. 1659
- Lucas Cranach starejši: Eva, 1531
- Jusepe de Ribera: Rešitev svetega Petra iz ječe, 1642
- Pinturicchio: Portret dečka, c. 1500
- Anthony van Dyck: Portret poveljnika v oklepu z rdečim šalom, c. 1625/27
- Rembrandt: Ugrabitev Ganimeda, 1635
- Frans Hals: Portret moškega v rumenkasto-sivem suknjiču

## Drugo
Leto 2012 je bilo v znamenju 500. obletnice Rafaelove dresdenske mojstrovine Sikstinske Madone, ki so jo obeležili s posebno razstavo.
Slike so bile januarja 2016 prestavljene iz zahodnega dela stavbe v prenovljeni vzhodni del. Vidna zbirka se je za to obdobje zmanjšala na približno 400 kosov. Prenova zahodnega dela je bila končana leta 2017.